# Армандо Дієна
Армандо Дієна (італ. Armando Diena, 8 квітня 1914, Турин — 18 липня 1985, Генуя) — італійський футболіст, що грав на позиції крайнього нападника.
Виступав, зокрема, за клуб «Ювентус». Чемпіон Італії.

## Ігрова кар'єра
Народився 8 квітня 1914 року в місті Турин. Вихованець футбольної школи клубу «Ювентус». Деякі джерела вказують, що Армандо дебютував у складі «старої сеньйори» ще в липні 1930 року в шістнадцятирічному віці в грі проти «Лаціо». Але в тому матчі грав його старший на два роки брат Феруччіо Дієна.
Так і не зігравши за основний склад, Армандо Дієна в сезоні 1933—1934 років був відданий в оренду в клуб «Новара».
До «Ювентуса» повернувся 1934 року. Був причетним до п'ятої поспіль перемозі у Серії А сезону 1934-35, зігравши 9 матчів. Відзначився голом у поєдинку проти «Про Верчеллі» в травні 1935 року, в якому «Ювентус» здобув перемогу з рахунком 3:0. Влітку став учасником матчів Кубка Мітропи 1935. В 1/8 фіналу «Ювентус» зустрічався з чеською «Вікторією» (Пльзень). Перша гра на виїзді завершилась нічиєю 3:3, а у домашньому поєдинку італійці перемогли 5:1, а Дієна відзначився голом на 36-й хвилині.. В чвертьфіналі Армандо забив третій гол у матчі з угорською «Хунгарією», що завершився гостьовою перемогою 3:1. У матчі-відповіді команди зіграли внічию 1:1. У півфінальних матчах проти «Спарти» (0:2, 3:1, 1:5) Дієна не грав, поступившись місцем у основі новачку команди Гастоне Прендато.
Наступного сезону в складі «Юве» зіграв лише 4 матчі і був відданий «Амброзіані-Інтер». У новій команді жодного матчу в чемпіонаті не зіграв.

## Титули і досягнення
- Чемпіон Італії (1):

«Ювентус»: 1934-1935